# Nguyễn Mộng Bích

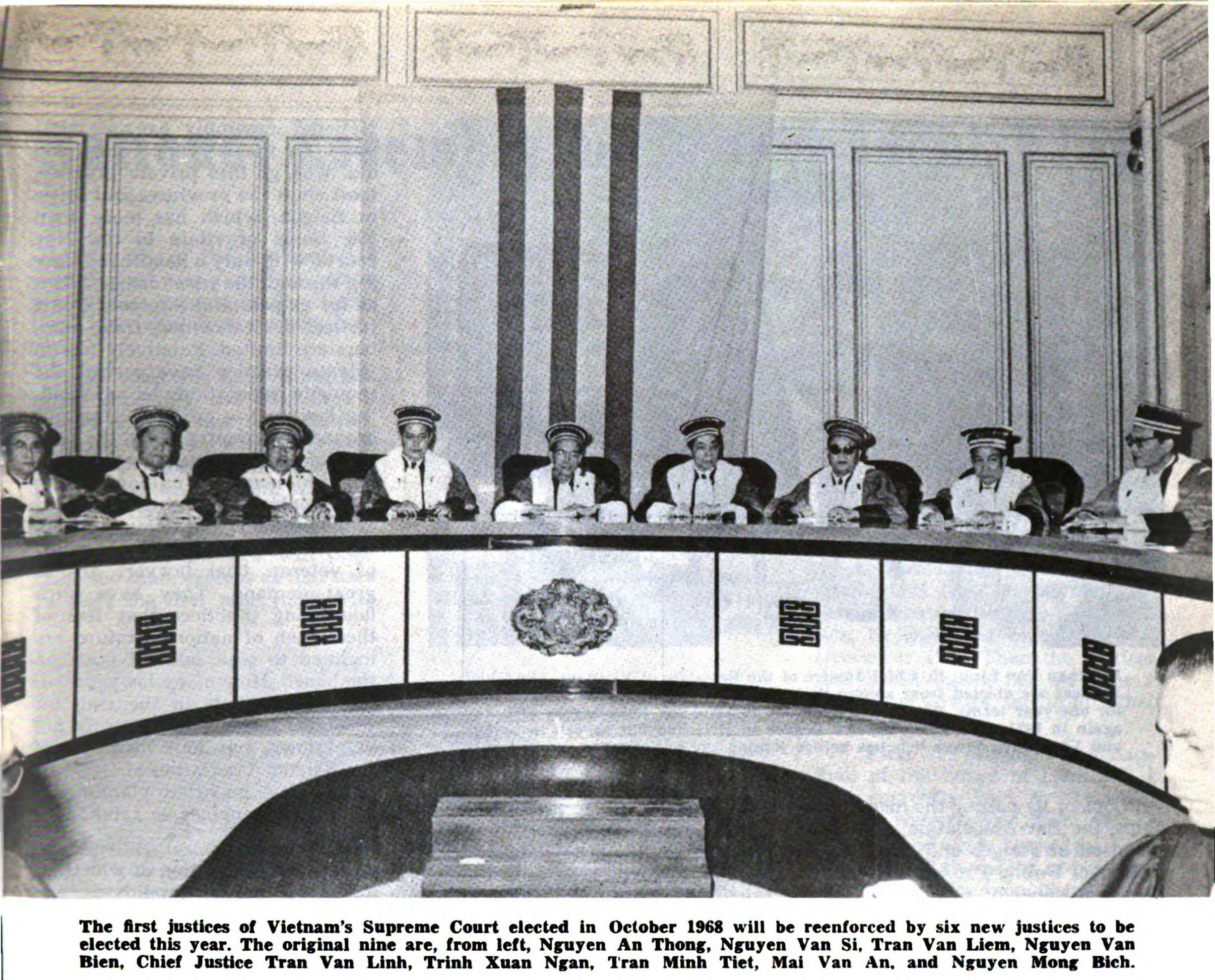
Chín Thẩm phán Tối cao Pháp viện Việt Nam Cộng hòa, người ngồi bên phải sau cùng là Nguyễn Mộng Bích.

Nguyễn Mộng Bích (2 tháng 12 năm 1922 – 22 tháng 2 năm 2012) là thẩm phán và luật sư người Việt Nam. Ông cũng là một trong chín vị Thẩm phán Tối cao Pháp viện Việt Nam Cộng hòa dưới thời Đệ Nhị Cộng hòa.

## Tiểu sử
Nguyễn Mộng Bích sinh ngày 2 tháng 12 năm 1922 tại Hà Nội, Bắc Kỳ, Liên bang Đông Dương.
Ông đỗ bằng Luật Viện Đại học Hà Nội rồi gia nhập Luật sư Đoàn vào năm 1949. Sau đó, ông lần lượt trải qua các chức vụ trong ngành tư pháp như Dự thẩm Tòa Sơ thẩm Huế năm 1949. Chánh án dự khuyết Tòa Sơ thẩm Đà Nẵng rồi sau là Biện lý tại Tòa án Quân sự Huế năm 1955. Kế đến trở thành Chánh án dự khuyết Tòa Sơ thẩm Sài Gòn năm 1960. Rồi tiếp theo là Giám đốc Nha Quân pháp năm 1964 và Chuyên viên pháp lý Phủ Chủ tịch Ủy ban Lãnh đạo Quốc gia năm 1966. Ngoài ra, ông còn là hội viên Hội Luật sư Quốc tế.
Ngày 19 tháng 10 năm 1968, ông được Quốc hội bổ nhiệm làm Thẩm phán Tối cao Pháp viện Việt Nam Cộng hòa cùng 8 vị thẩm phán khác gồm: Trần Văn Linh, Trần Văn Liêm, Trần Minh Tiết, Nguyễn Văn Biện, Nguyễn Văn Sĩ, Nguyễn An Thông, Trịnh Xuân Ngạn và Mai Văn An. Nhóm này làm lễ tuyên thệ nhậm chức tại Sài Gòn vào ngày 22 tháng 10 cùng năm. Năm 1970, ông tham gia hội đồng Tối cao Pháp viện chủ tọa phiên tòa xét xử vụ Huỳnh Tấn Mẫm kháng cáo Bộ Quốc phòng và vụ bắt giữ Trần Ngọc Châu với kết quả là bản án hai vụ này là vi hiến cần phải hủy bỏ.
Ông qua đời ngày 22 tháng 2 năm 2012 tại Montrouge, Hauts-de-Seine, Pháp, hưởng thọ 89 tuổi.

## Đời tư
Nguyễn Mộng Bích là Phật tử. Ông lập gia đình và có 5 người con.

## Ấn phẩm
- Tiểu luận đăng trên Pháp lý tập san[2]

## Vinh danh
- Chương Mỹ Bội Tinh[2]